# Kusnezk
Kusnezk (russisch Кузнецк) ist eine russische Stadt mit 88.839 Einwohnern (Stand 14. Oktober 2010) in der Oblast Pensa. Sie ist Hauptort des gleichnamigen Landkreises (Rajons) und gemessen an der Bevölkerungszahl die zweitgrößte Stadt der Oblast.

## Geographie
Kusnezk liegt rund 250 Meter über dem Meeresspiegel an den Wolgahöhen, am Ufer des Flusses Trujow aus dem Flusssystem der Wolga. Die Gebietshauptstadt Pensa befindet sich etwa 120 km westlich von Kusnezk; zu den am nächsten gelegenen Städten zählen Sursk (60 km westlich von Kusnezk) und Gorodischtsche (62 km westlich).

## Geschichte
Nach der Gebietshauptstadt Pensa gilt Kusnezk als die zweitälteste Stadt der Oblast. Gegründet wurde sie Ende des 17. Jahrhunderts und hieß zunächst Trujowo (Труёво) nach dem hiesigen Fluss Trujow. Im 18. Jahrhundert erhielt das Dorf den Namen Naryschkino (Нарышкино) in Anlehnung an seinen ersten Besitzer, Wassili Naryschkin, der mit dem Zaren Peter dem Großen verwandt war. 1699 wurde im Dorf mit der Christi-Auferstehungskirche das erste steinerne Gebäude errichtet. Später blühten hier dank günstiger geographischer Gegebenheiten Handel und Handwerk auf, im späteren 18. Jahrhundert wurden in Naryschkino regelmäßige Jahrmärkte veranstaltet.
1780 wurde Naryschkino im Zuge einer Verwaltungsreform auf Erlass Katharina der Großen zur Stadt erklärt und erhielt den bis heute bestehenden Namen Kusnezk, der vom russischen Wort kusnez für „Schmied“ stammt. Der Grund hierfür war, dass in der Stadt damals besonders das Eisenschmiedehandwerk blühte. Zu dieser Zeit war Kusnezk Hauptstadt des gleichnamigen Distrikts im Gouvernement Saratow.
Im 19. Jahrhundert entstanden in Kusnezk zusätzlich zu den Handwerksbetrieben die ersten Fabriken, darunter eine Eisengießerei. 1874 erhielt die Stadt einen Eisenbahnanschluss. Nach der Oktoberrevolution 1917 kamen weitere Industriebetriebe hinzu, darunter das erste Kraftwerk der Stadt. Während des Zweiten Weltkriegs wurde eine Reihe wichtiger Fabriken aus dem europäischen Teil der Sowjetunion nach Kusnezk evakuiert. Auf deren Basis konnte sich die Wirtschaft der Stadt in der Nachkriegszeit weiterentwickeln.

### Bevölkerungsentwicklung
| Jahr | Einwohner |
| ---- | --------- |
| 1897 | 20.473    |
| 1926 | 30.000    |
| 1939 | 37.842    |
| 1959 | 56.880    |
| 1970 | 84.102    |
| 1979 | 93.642    |
| 1989 | 98.588    |
| 1992 | 100.600   |
| 2002 | 92.050    |
| 2010 | 88.839    |

Anmerkung: außer 1992 Volkszählungsdaten (1926 gerundet)

## Wirtschaft und Verkehr
Wichtige Wirtschaftszweige der Stadt sind heute die Elektrotechnik, die Leichtindustrie sowie die Schuhproduktion. Außerdem gibt es Chemiefabriken und Lebensmittelhersteller. Nach Pensa gilt Kusnezk als das zweitwichtigste Industriezentrum des Gebietes.
Kusnezk liegt an der Fernstraße M5, die einen russischen Teilabschnitt der Europastraße 30 darstellt. Mit Pensa bestehen regelmäßige Eisenbahn-Personenverbindungen über die Strecke Pensa–Sysran.

## Kultur und Sehenswürdigkeiten
In Kusnezk gibt es mehrere Museen (darunter das Heimat- und das Kriegsmuseum) sowie Architekturdenkmäler aus dem 19. Jahrhundert (unter anderem die neue Christi-Himmelfahrts-Kirche (1842–1856) oder die Kirche der Gottesmutterikone von Kasan (1886–1890)).

## Söhne und Töchter der Stadt
- Igor Tschetwerikow (1904–1987), Flugzeugkonstrukteur
- Boris Tenin (1905–1990), Schauspieler
- Leonid Smirnow (1916–2001), Politiker
- Wladimir Abramow (1921–1985), Generalmajor[2]
- Pavel Kaplun (* 1965), Künstler und Fotograf
- Julija Wojewodina (1971–2022), Geherin
- Roman Karmasin (* 1973), Profiboxer und früherer Welt- und Europameister